# Peyton Reed
Peyton Tucker Reed (Raleigh, Észak-Karolina, 1964. július 3. –) amerikai televíziós és filmrendező, forgatókönyvíró és producer.
Rendezései között található a Hajrá, csajok! (2000), a Pokolba a szerelemmel! (2003), a Szakíts, ha bírsz (2006) és Az igenember (2008) című romantikus vígjáték. Ő rendezte A Hangya (2015), A Hangya és a Darázs (2018), valamint A Hangya és a Darázs: Kvantumánia (2023) című szuperhősfilmeket.

## Filmográfia

### Filmrendezései
| Év   | Magyar cím                        | Eredeti cím                       | Megjegyzések                            |
| ---- | --------------------------------- | --------------------------------- | --------------------------------------- |
| 2000 | Hajrá, csajok!                    | Bring It On                       | - színész (pantomimes) - betétdal írója |
| 2003 | Pokolba a szerelemmel!            | Down with Love                    |                                         |
| 2006 | Szakíts, ha bírsz                 | The Break-Up                      |                                         |
| 2008 | Az igenember                      | Yes Man                           | betétdal írója                          |
| 2015 | A Hangya                          | Ant-Man                           |                                         |
| 2018 | A Hangya és a Darázs              | Ant-Man and the Wasp              |                                         |
| 2023 | A Hangya és a Darázs: Kvantumánia | Ant-Man and the Wasp: Quantumania |                                         |

### Televízió
| Év        | Magyar cím                | Eredeti cím                    | Feladatkör | Feladatkör      | Megjegyzések                   |
| Év        | Magyar cím                | Eredeti cím                    | Rendező    | Vezető producer | Megjegyzések                   |
| --------- | ------------------------- | ------------------------------ | ---------- | --------------- | ------------------------------ |
| 1991      |                           | Back to the Future             | 13 epizód  | Nem             | forgatókönyvíró (1 epizód)     |
| 1995      | Komputer teniszcipőben    | The Computer Wore Tennis Shoes | Igen       | Nem             | - tévéfilm - színész (rendőr)  |
| 1996      |                           | The High Life                  | 2 epizód   | Nem             |                                |
| 1997      | A kicsi kocsi újra a régi | The Love Bug                   | Igen       | Nem             | tévéfilm                       |
| 1997      |                           | The Weird Al Show              | 13 epizód  | Nem             | szinkronszínész (1 epizód)     |
| 1998      |                           | Mr. Show with Bob and David    | 3 epizód   | Nem             |                                |
| 1998–1999 |                           | Upright Citizens Brigade       | 6 epizód   | Nem             |                                |
| 2008      |                           | Cashmere Mafia                 | 1 epizód   | Igen            |                                |
| 2011      | Beavis és Butt-head       | Beavis és Butt-head            | Nem        | Nem             | szinkronszínész (egyéb hangok) |
| 2011–2012 | Új csaj                   | New Girl                       | 3 epizód   | Nem             |                                |
| 2012–2013 |                           | The Goodwin Games              | 3 epizód   | 7 epizód        |                                |
| 2019–2021 | Unikornis                 | The Unicorn                    | Nem        | Igen            |                                |
| 2020      | A Mandalóri               | The Mandalorian                | 2 epizód   | Nem             | 10. és 16. fejezet             |

## Fordítás
- Ez a szócikk részben vagy egészben  a   Peyton Reed című angol Wikipédia-szócikk ezen változatának fordításán alapul.  Az eredeti cikk szerkesztőit annak laptörténete sorolja fel. Ez a jelzés csupán a megfogalmazás eredetét és a szerzői jogokat jelzi, nem szolgál a cikkben szereplő információk forrásmegjelöléseként.